# Limmu
Limmu (akad. limmu, līmu) – nazwa godności urzędniczej sprawowanej w starożytnej Asyrii. Obok funkcji związanych z administracją (np. pobieraniem opłat handlowych w miastach) rola tychże urzędników była ściśle eponimiczna, gdyż ich imion używano do oficjalnego datowania dokumentów. Czas sprawowania tego urzędu trwał jeden rok.
Do naszych czasów zachowały się dwie listy asyryjskich eponimów – z II i I tys. p.n.e. Lista z II tys. p.n.e. znana jest z pięciu fragmentów odkrytych w mieście Mari. Jest ona spisem urzędników limmu sprawujących swój urząd w 2 połowie XIX i 1 połowie XVIII w. p.n.e., począwszy od objęcia tronu przez Naram-Sina aż do ostatnich lat panowania Szamszi-Adada I. Lista z I tys. p.n.e. jest spisem asyryjskich urzędników limmu z lat 858–699 p.n.e. Znanych jest dziesięć kopii tego tekstu pochodzących z Aszur, Niniwy i Sultantepe. Urzędnicy limmu zajmowali w niej swe stanowiska w ściśle określonej kolejności hierarchicznej. W pierwszym lub drugim roku panowania danego władcy urzędnikiem limmu był on sam. Później następowali zazwyczaj czterej najwyżsi urzędnicy państwowi (turtannu – naczelny dowódca wojsk, rab szake – naczelny podczaszy, nagir ekalli – herold pałacu i abarakku – intendent pałacu), a następnie kolejni gubernatorzy prowincji. Jeżeli król panował dłużej niż 30 lat cykl zaczynał się od nowa (np. król Salmanasar III sprawował urząd limmu w drugim i trzydziestym pierwszym roku swego panowania).

## Lista znanych limmu z I tys. p.n.e.
- 910 p.n.e. - Adad-nirari II
- 909 p.n.e. - Sze’i-Aszur
- 908 p.n.e. - Aszur-da’’inanni
- 907 p.n.e. - Aszur-deni-amur
- 906 p.n.e. - Barmu
- 905 p.n.e. - Abi-...
- 904 p.n.e. - Aszur-taklak
- 903 p.n.e. - Qurdi-ilima
- 902 p.n.e. - ...-inanni
- 901 p.n.e. - Dur-mati-Aszur
- 900 p.n.e. - Ili-emuqaja
- 899 p.n.e. - Ninuaja
- 898 p.n.e. - Likberu
- 897 p.n.e. - Adad-ahu-iddina
- 896 p.n.e. - Adad-dan
- 895 p.n.e. - Ina-ilija-allak
- 894 p.n.e. - Szamasz-abua
- 893 p.n.e. - Szamasz-belu-usur
- 892 p.n.e. - Nergal-zar...me
- 891 p.n.e. - Tab-eter-Aszur
- 890 p.n.e. - Aszur-la-kenu-ubasza
- 889 p.n.e. - Tukulti-Ninurta II
- 888 p.n.e. - Taklak-ana-belija
- 887 p.n.e. - Abu-ilaja
- 886 p.n.e. - Ilu-milki
- 885 p.n.e. - Na’id-ilu
- 884 p.n.e. - Jari
- 883 p.n.e. - Aszur-sezibanni
- 882 p.n.e. - Aszurnasirpal II
- 881 p.n.e. - Aszur-iddin
- 880 p.n.e. - Miqti-adur
- 879 p.n.e. - Sza-ilima-damqa
- 878 p.n.e. - Dagan-belu-nasir
- 877 p.n.e. - Ninurta-pija-usur
- 876 p.n.e. - Ninurta-belu-usur
- 875 p.n.e. - Isziak-Aszur-lilbur
- 874 p.n.e. - Szamasz-upahhir
- 873 p.n.e. - Nergal-apil-kumua
- 872 p.n.e. - Qurdi-Aszur
- 871 p.n.e. - Aszur-le'i
- 870 p.n.e. - Aszur-natkil
- 869 p.n.e. - Bel-mudammiq
- 868 p.n.e. - Dajan-Ninurta
- 867 p.n.e. - Isztar-emuqaja
- 866 p.n.e. - Szamasz-nuri
- 865 p.n.e. - Mannu-dan-ana-ili
- 864 p.n.e. - Szamasz-belu-usur
- 863 p.n.e. - Ninurta-ilaja
- 862 p.n.e. - Ninurta-etiranni
- 861 p.n.e. - Nergal-ilaja
- 860 p.n.e. - Nergal-nirka-da''in
- 859 p.n.e. - Tab-belu
- 858 p.n.e. - Szarru-baltu-niszi
- 857 p.n.e. - Salmanasar III
- 856 p.n.e. - Aszur-belu-ka’’in
- 855 p.n.e. - Aszur-bunaja-usur
- 854 p.n.e. - Abu-ina-ekalli-lilbur
- 853 p.n.e. - Dajan-Aszur
- 852 p.n.e. - Szamasz-abua
- 851 p.n.e. - Szamasz-belu-usur (drugi raz)
- 850 p.n.e. - Bel-bunaja
- 849 p.n.e. - Hadi-lipuszu
- 848 p.n.e. - Nergal-alik-pani
- 847 p.n.e. - Bur-ramman
- 846 p.n.e. - Inurta-mukin-niszi
- 845 p.n.e. - Inurta-nadin-szumi
- 844 p.n.e. - Aszur-bunaja-usur (drugi raz)
- 843 p.n.e. - Tab-Inurta
- 842 p.n.e. - Taklak-ana-szarri
- 841 p.n.e. - Addad-remannii
- 840 p.n.e. - Szamasz-abua
- 839 p.n.e. - Szulmu-beli-lamur
- 838 p.n.e. - Ninurta-kibsi-usur
- 837 p.n.e. - Ninurta-ilaja
- 836 p.n.e. - Qurdi-Aszur
- 835 p.n.e. - Szep-szarri
- 834 p.n.e. - Nargal-mudammiq
- 833 p.n.e. - Jahalu
- 832 p.n.e. - Ululaju
- 831 p.n.e. - Szarru-hattu-ipel
- 830 p.n.e. - Nergal-ilaja
- 829 p.n.e. - Hubaja
- 828 p.n.e. - Ilu-mukin-ahi
- 827 p.n.e. - Salmanasar III (drugi raz)
- 826 p.n.e. - Dajan-Aszur (drugi raz)
- 825 p.n.e. - Aszur-bunaja-usur (trzeci raz)
- 824 p.n.e. - Jahalu (drugi raz)
- 823 p.n.e. - Bel-bunaja
- 822 p.n.e. - Szamszi-Adad V
- 821 p.n.e. - Jahalu (trzeci raz)
- 820 p.n.e. - Bel-dan
- 819 p.n.e. - Inurta-ubla
- 818 p.n.e. - Szamasz-ilaja
- 817 p.n.e. - Nergal-ilaja
- 816 p.n.e. - Aszur-bunaja-usur (czwarty raz)
- 815 p.n.e. - Szarru-hattu-ipel (drugi raz)
- 814 p.n.e. - Belu-lu-balat
- 813 p.n.e. - Muszeknisz
- 812 p.n.e. - Inurta-aszared
- 811 p.n.e. - Szamasz-kumua
- 810 p.n.e. - Bel-qate-sabat
- 809 p.n.e. - Adad-Nirari III
- 808 p.n.e. - Nergal-ilaja
- 807 p.n.e. - Bel-dan
- 806 p.n.e. - Sil-beli
- 805 p.n.e. - Aszur-taklak
- 804 p.n.e. - Ilu-issija
- 803 p.n.e. - Nergal-erisz
- 802 p.n.e. - Aszur-balti-ekurri
- 801 p.n.e. - Ninurta-ilaja (drugi raz)
- 800 p.n.e. - Szep-Isztar
- 799 p.n.e. - Marduk-iszmanni
- 798 p.n.e. - Mutakkil-Marduk
- 797 p.n.e. - Bel-tarsi-iluma
- 796 p.n.e. - Aszur-belu-usur
- 795 p.n.e. - Marduk-szaduni
- 794 p.n.e. - Mukin-abua
- 793 p.n.e. - Mannu-ki-Aszur
- 792 p.n.e. - Muszallim-Ninurta
- 791 p.n.e. - Bel-iqiszanni
- 790 p.n.e. - Szep-Szamasz
- 789 p.n.e. - Ninurta-mukin-ahi
- 788 p.n.e. - Adad-muszammer
- 787 p.n.e. - Sil-Isztar
- 786 p.n.e. - Nabu-szarru-usur
- 785 p.n.e. - Adad-uballit
- 784 p.n.e. - Marduk-szarru-usur
- 783 p.n.e. - Ninurta-nasir
- 782 p.n.e. - Iluma-le’i
- 781 p.n.e. - Salmanasar IV
- 780 p.n.e. - Szamszi-ilu
- 779 p.n.e. - Marduk-remanni
- 778 p.n.e. - Bel-leszer
- 777 p.n.e. - Nabu-iszdeja-ka’’in
- 776 p.n.e. - Pan-Aszur-lamur
- 775 p.n.e. - Nergal-erisz
- 774 p.n.e. - Isztar-duri
- 773 p.n.e. - Mannu-ki-Adad
- 772 p.n.e. - Aszur-belu-usur (drugi raz)
- 771 p.n.e. - Aszur-dan III
- 770 p.n.e. - Szamszi-ilu
- 769 p.n.e. - Bel-Ilaja
- 768 p.n.e. - Aplaja
- 767 p.n.e. - Qurdi-Aszur
- 766 p.n.e. - Muszallim-Ninurta (drugi raz)
- 765 p.n.e. - Ninurta-mukin-niszi
- 764 p.n.e. - Sidqi-ilu
- 763 p.n.e. - Bur-Sagale
- 762 p.n.e. - Tab-belu
- 761 p.n.e. - Nabu-mukin-ahi
- 760 p.n.e. - La-qipu
- 759 p.n.e. - Pan-Aszur-lamur
- 758 p.n.e. - Ana-beli-taklak
- 757 p.n.e. - Ninurta-iddin
- 756 p.n.e. - Bel-szaddu’a
- 755 p.n.e. - Iqisu
- 754 p.n.e. - Ninurta-szezibanni
- 753 p.n.e. - Aszur-nirari V
- 752 p.n.e. - Szamszi-ilu
- 751 p.n.e. - Marduk-szallimanni
- 750 p.n.e. - Bel-dan
- 749 p.n.e. - Szamasz-kenu-dugul
- 748 p.n.e. - Adad-belu-ka’’in
- 747 p.n.e. - Sin-szallimanni
- 746 p.n.e. - Nergal-nasir
- 745 p.n.e. - Nabu-belu-usur
- 744 p.n.e. - Bel-dan
- 743 p.n.e. - Tiglat-Pileser III
- 742 p.n.e. - Nabu-da’’inanni
- 741 p.n.e. - Bel-Harran-beli-usur
- 740 p.n.e. - Nabu-etiranni
- 739 p.n.e. - Sin-taklak
- 738 p.n.e. - Adad-belu-ka’’in (drugi raz)
- 737 p.n.e. - Bel-emuranni
- 736 p.n.e. - Ninurta-ilaja
- 735 p.n.e. - Aszur-szallimanni
- 734 p.n.e. - Bel-dan (trzeci raz)
- 733 p.n.e. - Aszur-da’’inanni
- 732 p.n.e. - Nabu-belu-usur (drugi raz)
- 731 p.n.e. - Nergal-uballit
- 730 p.n.e. - Bel-lu-dari
- 729 p.n.e. - Liphur-ilu
- 728 p.n.e. - Dur-Aszur
- 727 p.n.e. - Bel-Harran-beli-usur
- 726 p.n.e. - Marduk-belu-usur
- 725 p.n.e. - Mahde
- 724 p.n.e. - Aszur-iszmanni
- 723 p.n.e. - Salmanasar V
- 722 p.n.e. - Ninurta-ilaja (drugi raz)
- 721 p.n.e. - Nabu-taris
- 720 p.n.e. - Aszur-nirka-da’’in
- 719 p.n.e. - Sargon II
- 718 p.n.e. - Zeru-ibni
- 717 p.n.e. - Tab-szar-Aszur
- 716 p.n.e. - Tab-sil-Eszarra
- 715 p.n.e. - Taklak-ana-beli
- 714 p.n.e. - Isztar-duri
- 713 p.n.e. - Aszur-bani
- 712 p.n.e. - Szarru-emuranni
- 711 p.n.e. - Ninurta-alik-pani
- 710 p.n.e. - Szamasz-belu-usur
- 709 p.n.e. - Mannu-ki-Aszur-le’i
- 708 p.n.e. - Szamasz-upahhir
- 707 p.n.e. - Sza-Aszur-dubbu
- 706 p.n.e. - Mutakkil-Aszur
- 705 p.n.e. - Nashur-bel
- 704 p.n.e. - Nabu-deni-epusz
- 703 p.n.e. - Nuhszaja
- 702 p.n.e. - Nabu-le’i
- 701 p.n.e. - Hananu
- 700 p.n.e. - Mitunu
- 699 p.n.e. - Bel-szarrani
- 698 p.n.e. - Szulmu-szarri
- 697 p.n.e. - Nabu-duru-usur
- 696 p.n.e. - Szulmu-beli
- 695 p.n.e. - Aszur-belu-usur
- 694 p.n.e. - Ilu-issija
- 693 p.n.e. - Iddin-ahhe
- 692 p.n.e. - Zazaja
- 691 p.n.e. - Bel-emuranni
- 690 p.n.e. - Nabu-kenu-usur
- 689 p.n.e. - Gihilu
- 688 p.n.e. - Iddin-ahhe
- 687 p.n.e. - Sennacheryb
- 686 p.n.e. - Bel-emuranni
- 685 p.n.e. - Aszur-da’’inanni
- 684 p.n.e. - Manzerne
- 683 p.n.e. - Mannu-ki-Adad
- 682 p.n.e. - Nabu-szarru-usur
- 681 p.n.e. - Nabu-ahhe-eresz
- 680 p.n.e. - Dananu
- 679 p.n.e. - Issi-Adad-anenu
- 678 p.n.e. - Nergal-szarru-usur
- 677 p.n.e. - Abi-ramu
- 676 p.n.e. - Banba
- 675 p.n.e. - Nabu-ahhe-iddin
- 674 p.n.e. - Szarru-nuri
- 673 p.n.e. - Atar-ilu
- 672 p.n.e. - Nabu-belu-usur
- 671 p.n.e. - Kanunaju
- 670 p.n.e. - Szulmu-beli-laszme
- 669 p.n.e. - Szamasz-kaszid-ajabi
- 668 p.n.e. - Marlarim
- 667 p.n.e. - Gabbaru
- 666 p.n.e. - Kanunaju
- 665 p.n.e. - Mannu-ki-szarri
- 664 p.n.e. - Szarru-lu-dari
- 663 p.n.e. - Bel-na’di
- 662 p.n.e. - Tab-szar-Sin
- 661 p.n.e. - Arbailaju
- 660 p.n.e. - Girsapunu
- 659 p.n.e. - Silim-Aszur
- 658 p.n.e. - Sza-Nabu-szu
- 657 p.n.e. - Labaszi
- 656 p.n.e. - Milki-ramu
- 655 p.n.e. - Amjanu
- 654 p.n.e. - Aszur-naszir
- 653 p.n.e. - Aszur-ilaja
- 652 p.n.e. - Aszur-duru-usur
- 651 p.n.e. - Sagabbu
- 650 p.n.e. - Bel-Harran-szaddu’a
- 649 p.n.e. - Ahu-ilaja
- 648 p.n.e. - Belszunu
- 646 p.n.e. - Nabu-szar-ahheszu
- 638 p.n.e. - Aszur-gimilli-tere
- 624 p.n.e. - Nabu-szarru-usur
- 609 p.n.e. - Gargamisau